# Nucleotide
In chimica, i nucleotidi sono unità ripetitive costitutive degli acidi nucleici (DNA e RNA).

## Descrizione
Sono costituiti da tre gruppi:
- una base azotata, purinica o pirimidinica;
- uno zucchero a cinque atomi di carbonio (zucchero pentoso), che insieme alla base azotata costituisce un nucleoside;
- uno o più gruppi fosfati (residui fosforici) che, insieme al nucleoside, completano il nucleotide.

Le basi puriniche sono adenina e guanina, nel DNA come nell'RNA; le basi pirimidiniche sono citosina e timina nel DNA, citosina e uracile nell'RNA.
Lo zucchero pentoso è il ribosio nell'RNA ed il desossiribosio nel DNA.
La presenza del residuo fosforico conferisce un carattere fortemente acido ai nucleotidi; per questo i loro nomi alternativi sono acido adenilico, acido guanilico, acido citidilico e acido uridilico. Nel DNA i nucleotidi (desossinucleotidi) prendono il nome di acido desossiadenilico, acido desossiguanilico, acido desossicitidilico e acido desossitimidilico.
L'aggiunta di uno o due altri residui fosforici nella catena produce i nucleosidi difosfato e trifosfato (NDP e NTP), fondamentali nel metabolismo energetico della cellula.
I più importanti sono ADP e ATP, rispettivamente adenosina difosfato e adenosina trifosfato. Il passaggio da tri- a di- avviene tramite una reazione di idrolisi esoergonica con conseguente liberazione di energia che la cellula può utilizzare per le sue attività.

### Struttura chimica dettagliata dei nucleotidi

#### Componenti fondamentali
Un nucleotide è costituito da tre parti:
1. Base azotata: Può essere una purina (adenina o guanina) o una pirimidina (citosina, timina nel DNA, uracile nell'RNA). Le purine hanno una struttura biciclica (un anello a 6 atomi fuso con uno a 5), mentre le pirimidine sono monocicliche (anello a 6 atomi).
2. Zucchero pentoso:
  - Ribosio (RNA): Formula C₅H₁₀O₅, con un gruppo ossidrile (-OH) al carbonio 2'.
  - Desossiribosio (DNA): Formula C₅H₁₀O₄, con un idrogeno (-H) al carbonio 2' invece dell’-OH.
3. Gruppo fosfato: Legato al carbonio 5' dello zucchero tramite un legame estere. Nei nucleotidi liberi (es. ATP), possono essere presenti fino a tre gruppi fosfato (mono-, di- o trifosfato).

#### Legami chimici
- Legame glicosidico: Collega il carbonio 1' dello zucchero al gruppo amminico della base azotata (N9 per purine, N1 per pirimidine).
- Legame fosfodiestere: Unisce il fosfato al carbonio 5' di uno zucchero e al carbonio 3' dello zucchero successivo, formando la spina dorsale degli acidi nucleici.

#### Struttura 3D
- DNA: Forma una doppia elica antiparallela stabilizzata da legami idrogeno tra basi complementari (A-T, C-G) e interazioni idrofobiche tra basi impilate.
- RNA: Struttura a singolo filamento, ma può ripiegarsi in forme complesse (es. tRNA, ribozimi) grazie a legami idrogeno intramolecolari.

### Differenze tra DNA e RNA

#### 1. Stabilità chimica
- DNA: La mancanza del gruppo -OH al C2' nel desossiribosio riduce l’idrolisi alcalina, rendendo il DNA più stabile per lo storage genetico a lungo termine.
- RNA: Il gruppo -OH al C2' del ribosio lo rende suscettibile all’idrolisi in condizioni basiche, limitandone la durata.

#### 2. Basi azotate
- DNA: Contiene timina (5-metiluracile), che forma due legami idrogeno con l’adenina. La timina evita errori di replicazione: l’uracile (derivato dalla citosina deaminata) viene riconosciuto come danno e riparato.
- RNA: Utilizza uracile al posto della timina. L’uracile richiede meno energia per la sintesi ed è adatto a molecole a breve vita come l’RNA.

#### 3. Struttura e funzioni

##### DNA
- Struttura a doppia elica (Watson e Crick, 1953).
- Funzione primaria: Conservazione e trasmissione dell’informazione genetica.

##### RNA
- Struttura flessibile: Può formare eliche corte, loop e pseudonodi (es. mRNA, rRNA, tRNA).
- Funzioni diversificate:
  - mRNA: Trasporta l’informazione dal DNA ai ribosomi.
  - tRNA: Adatta i codoni dell’mRNA agli amminoacidi.
  - rRNA: Componente strutturale e catalitico dei ribosomi.
  - RNA non codificanti: Regolazione genica (es. miRNA, siRNA).

### Nomenclatura
I nomi dei nucleotidi sono abbreviati in codici standard di tre o quattro lettere.
Un'eventuale "d" iniziale sta per "desossi-", cioè indica che il nucleotide in questione è un desossiribonucleotide, come nel DNA; nel caso di un ribonucleotide semplicemente non è presente la "d", come nell'RNA.
La seconda lettera indica il nucleoside, e precisamente:
- G sta per guanosina, corrispondente alla base azotata guanina
- A sta per adenosina, corrispondente alla base azotata adenina
- T sta per timidina (che non essendo presente nell'RNA, dove viene sostituita dall'uridina, è un desossinucleoside), corrispondente alla base azotata timina
- C sta per citidina, corrispondente alla base azotata citosina
- U sta per uridina (che non è presente nel DNA e prende il posto della timidina nell'RNA), corrispondente alla base azotata uracile

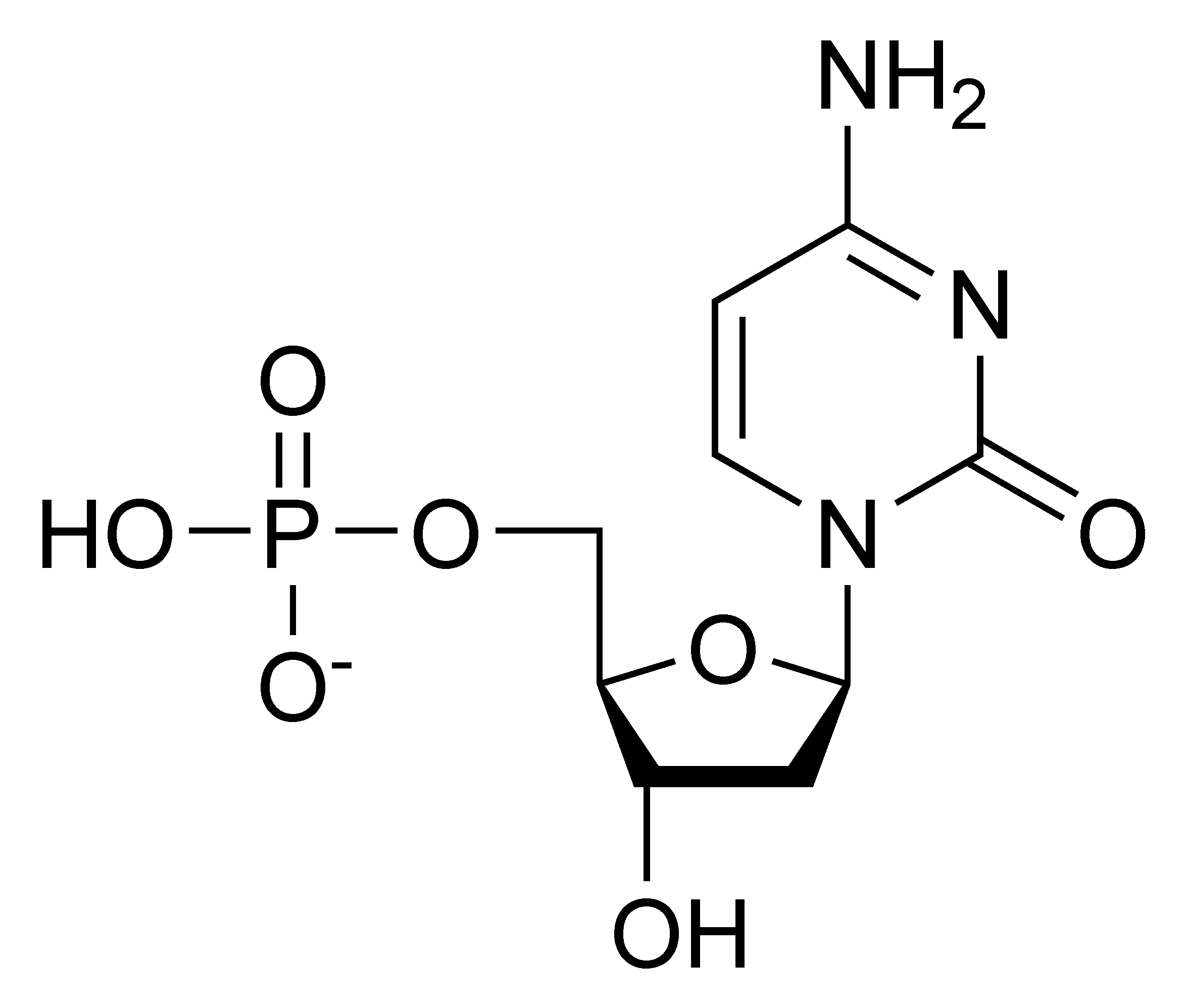
Desossicitidina 5'-monofosfato

La terza lettera indica la lunghezza della catena di gruppi fosfato attaccata al carbonio 5' dello zucchero.
Nel DNA e nell'RNA c'è un solo gruppo fosfato per unità ripetitiva, quindi si utilizza solo il prefisso mono-, abbreviato in M; nella reazione di una DNA o di una RNA polimerasi, invece, ogni desossinucleotide in ingresso nella catena in costruzione è trifosfato, quindi nell'indicarlo si usa il prefisso tri-, abbreviato in T.
La quarta lettera indica la presenza di gruppi fosfato (P).
Ad esempio, la desossicitidina 5'-monofosfato è abbreviata con dCMP; la d perché è un desossiribonucleotide, la C perché la base azotata contenuta è la citosina, "MP" perché lo zucchero che vi si trova (il desossiribosio) è monofosfato al carbonio 5'.
(N.B. nella figura che segue sarebbe più corretto parlare di nucleotide monofosfato e nucleotide difosfato e non nucleoside monofosfato e nucleoside difosfato, in quanto è visibile il legame e la presenza della base azotata).